# Chrysodeixis dyaus
Chrysodeixis dyaus är en fjärilsart som beskrevs av Augustus Radcliffe Grote 1875. Chrysodeixis dyaus ingår i släktet Chrysodeixis och familjen nattflyn. Inga underarter finns listade i Catalogue of Life.